# Мери Ан Никълс
Мери Ан Никълс (на английски: Mary Ann Nichols) е първата жертва на Джак Изкормвача. Тялото на Мери Ан Никълс е открито около 3:40 ч., в петък на 31 август 1888 г. в Уайтчапъл. Гърлото е прерязано дълбоко с две рани, и долната част на корема е частично разпорен от дълбока, назъбена рана. Няколко други разрези на корема са причинени от същия нож.

## Биография
Мери Ан Уокър е родена на 26 август 1845 г. на лондонската Дийн стрийт, в семейството на Едуард и Керълайн Уокър. Бащата е шлосер. През 1864 г. Мери Ан се омъжва за Уилям Никълс, работник в печатница. От 1866 до 1879 г. те имат пет деца: Едуард Джон, Пърси Джордж, Алис Естер, Илайза Сара и Хенри Алфред. През 1880 или 1881 г. бракът се разпада. Бащата на Мери Ан обвинява Уилям Никълс, че е оставил дъщеря му заради връзка с медицинска сестра, присътствала при раждането на последното дете. На свой ред, Никълс казва, че има доказателство за това, че бракът му с Мари е продължил не по-малко от три години след датата, когато е започнала връзката му с медицинската сестра. Той уверява, че жена му го изоставя и се занимава с проституция.